# Języki północno-zachodnioirańskie
Języki północno-zachodnioirańskie – jedna z czterech podgrup językowych w obrębie języków irańskich.

## Klasyfikacja wewnętrzna

### Klasyfikacja Merritta Ruhlena
Języki irańskie
- Języki zachodnioirańskie
  - Języki południowo-zachodnioirańskie
  - Języki północno-zachodnioirańskie
    - Język medyjski†
    - Język partyjski†
    - Języki środkowoirańskie
      - Język yazdi
      - Język nayini
      - Język natanzi
      - Język soi
      - Język khunsari
      - Język gazi
      - Język sivandi
      - Język vafsi

    - Języki semnani
      - Język semnani
      - Język sangisari

    - Języki kaspijskie
      - Język giliański
      - Język mazanderański

    - Języki tałyskie
      - Język tałyski
      - Język harzani

    - Języki zaza-gorani
      - Język zazaki
      - Język gurani (gorani)

    - Języki beludżi
      - Język beludżi
      - Język baszkardi

    - Języki kurdyjskie
      - Język kurmandżi
      - Język kurdyjski
      - Język kermanszahi (południowokurdyjski)

### Klasyfikacja Ethnologue
Języki irańskie
- Języki zachodnioirańskie
  - Języki południowo-zachodnioirańskie
  - Języki północno-zachodnioirańskie
    - Języki beludżi
      - Język beludżi wschodni
      - Język beludżi południowy
      - Język beludżi zachodni
      - Język baszkardi
      - Język koroszi

    - Języki kaspijskie
      - Język giliański
      - Język mazanderański
      - Język szahmirzadi

    - Języki środkowoirańskie
      - Język asztiani
      - Język dari zoroastryjski
      - Język fars północnozachodni
      - Język gazi
      - Język khunsari
      - Język natanzi
      - Język nayini
      - Język parsi
      - Język parsi-dari
      - Język sivandi
      - Język soi
      - Język vafsi

    - Języki kurdyjskie
      - Język środkowokurdyjski
      - Język północnokurdyjski (kurmandżi)
      - Język południowokurdyjski
      - Język laki

    - Języki ormuri-paraczi
      - Język ormuri
      - Język paraczi

    - Języki semnani
      - Język lasgerdi
      - Język sangisari
      - Język semnani
      - Język sorkhei

    - Języki tałyskie
      - Język alviri-vidari
      - Język esztehardi
      - Język gozarkhani
      - Język harzani
      - Język kabatei
      - Język kajali
      - Język karingani
      - Język kho’ini
      - Język koresz-e rostam
      - Język maraghei
      - Język razajerdi
      - Język rudbari
      - Język szahrudi
      - Język takestani
      - Język tałyski
      - Język taromi górny (tacki)

    - Języki zaza-gorani
      - Język bajelani
      - Język gurani
      - Język sarli
      - Język szabak
      - Język zazaki północny
      - Język zazaki południowy

    - niesklasyfikowane
      - Język dezfuli